# Кубок памяти Ивана Ярыгина 2025
Международный турнир памяти Ивана Ярыгина 2025 года, который прошёл с 23 по 27 января в Красноярске во Дворце Ивана Ярыгина.

## Медалисты

### Вольная борьба (мужчины)[3]
| Категория | Золото                                                     | Серебро                                | Бронза                                                 |
| --------- | ---------------------------------------------------------- | -------------------------------------- | ------------------------------------------------------ |
| до 57 кг  | Начын Монгуш · Тыва                                        | Лев Павлов · Якутия                    | Артур Чебодаев · Красноярский край                     |
| до 57 кг  | Начын Монгуш · Тыва                                        | Лев Павлов · Якутия                    | Юнус Явбатиров · Дагестан                              |
| до 61 кг  | Заур Угуев · Дагестан                                      | Муслим Мехтиханов · Дагестан           | Анзор Мажидов · Дагестан                               |
| до 61 кг  | Заур Угуев · Дагестан                                      | Муслим Мехтиханов · Дагестан           | Александр Авелов · Якутия                              |
| до 65 кг  | Ибрагим Ибрагимов · Дагестан                               | Рамазан Ферзалиев · Дагестан           | Арипгаджияв Абдулаев · Калининградская область         |
| до 65 кг  | Ибрагим Ибрагимов · Дагестан                               | Рамазан Ферзалиев · Дагестан           | Чаян Монгуш · Иркутская область                        |
| до 70 кг  | Давид Баев · Ханты-Мансийский автономный округ — Югра      | Константин Капрынов · Якутия           | Магомед-Эми Эльтемиров · Чечня                         |
| до 70 кг  | Давид Баев · Ханты-Мансийский автономный округ — Югра      | Константин Капрынов · Якутия           | Курбан Шираев · Дагестан                               |
| до 74 кг  | Заурбек Сидаков · Ханты-Мансийский автономный округ — Югра | Магома Дибиргаджиев · Дагестан         | Амир Яздани · Иран                                     |
| до 74 кг  | Заурбек Сидаков · Ханты-Мансийский автономный округ — Югра | Магома Дибиргаджиев · Дагестан         | Тимур Бижоев · Краснодарский край                      |
| до 79 кг  | Ахмед Усманов · Дагестан                                   | Гаджимурад Алихмаев · Брянская область | Ахмед Манилов · Калининградская область                |
| до 79 кг  | Ахмед Усманов · Дагестан                                   | Гаджимурад Алихмаев · Брянская область | Джамал Ахмадудинов · Дагестан                          |
| до 86 кг  | Артур Найфонов · Ханты-Мансийский автономный округ — Югра  | Арслан Багаев · Москва                 | Ада Багомедов · Дагестан                               |
| до 86 кг  | Артур Найфонов · Ханты-Мансийский автономный округ — Югра  | Арслан Багаев · Москва                 | Дмитрий Зайнидинов · Красноярский край                 |
| до 92 кг  | Азамат Закуев · Крым                                       | Магомед-Тагир Ханиев · Дагестан        | Магомедшариф Биякаев · Дагестан                        |
| до 92 кг  | Азамат Закуев · Крым                                       | Магомед-Тагир Ханиев · Дагестан        | Алан Багаев · Ханты-Мансийский автономный округ — Югра |
| до 97 кг  | Магомед Курбанов · Дагестан                                | Бады-Маадыр Самдан · Тыва              | Ирбег Тавгазов · Северная Осетия                       |
| до 97 кг  | Магомед Курбанов · Дагестан                                | Бады-Маадыр Самдан · Тыва              | Константин Пшеничников · Кемеровская область           |
| до 125 кг | Зелимхан Хизриев · Санкт-Петербург                         | Артём Пуховский · Краснодарский край   | Игорь Овсянников · Красноярский край                   |
| до 125 кг | Зелимхан Хизриев · Санкт-Петербург                         | Артём Пуховский · Краснодарский край   | Мортаза Жанмохаммд · Иран                              |

### Вольная борьба (женщины)[3]
| Категория | Золото                                       | Серебро                                  | Бронза                                 |
| --------- | -------------------------------------------- | ---------------------------------------- | -------------------------------------- |
| до 50 кг  | Надежда Соколова · Новгородская область      | Елизавета Смирнова · Дагестан            | Актенже Кюнимжаева · Узбекистан        |
| до 50 кг  | Надежда Соколова · Новгородская область      | Елизавета Смирнова · Дагестан            | Виолетта Ребикова · Беларусь           |
| до 53 кг  | Наталья Малышева · Хакасия                   | Анжелика Ветошкина · Санкт-Петербург     | Натиа Сванидзе · Ростовская область    |
| до 53 кг  | Наталья Малышева · Хакасия                   | Анжелика Ветошкина · Санкт-Петербург     | Виктория Ваулина · Пермский край       |
| до 55 кг  | Екатерина Вербина · Дагестан                 | Александра Скиренко · Краснодарский край | Кристина Пономарева · Брянская область |
| до 55 кг  | Екатерина Вербина · Дагестан                 | Александра Скиренко · Краснодарский край | Севиль Назарова · Якутия               |
| до 57 кг  | Вероника Чумикова · Чувашия                  | Лайлохон Собирова · Узбекистан           | Кристина Михнева · Севастополь         |
| до 57 кг  | Вероника Чумикова · Чувашия                  | Лайлохон Собирова · Узбекистан           | Эржема Жамсаранова · Бурятия           |
| до 59 кг  | Анастасия Сидельникова · Кемеровская область | Ульяна Тукуренова · Бурятия              | Марина Симонян · Ростовская область    |
| до 59 кг  | Анастасия Сидельникова · Кемеровская область | Ульяна Тукуренова · Бурятия              | Надежда Буланая · Беларусь             |
| до 62 кг  | Вероника Иванова · Беларусь                  | Виктория Хусаинова · Казахстан           | Екатерина Кошкина · Татарстан          |
| до 62 кг  | Вероника Иванова · Беларусь                  | Виктория Хусаинова · Казахстан           | Тыныс Дубек · Казахстан                |
| до 65 кг  | Динара Кудаева · Красноярский край           | Валерия Дондупова · Бурятия              | Екатерина Олейникова · Санкт-Петербург |
| до 65 кг  | Динара Кудаева · Красноярский край           | Валерия Дондупова · Бурятия              | Елизавета Петлякова · Санкт-Петербург  |
| до 68 кг  | Алина Шевчук · Беларусь                      | Энхсайханы Дэлгэрмаа · Монголия          | Ноеми Жабадос · Венгрия                |
| до 68 кг  | Алина Шевчук · Беларусь                      | Энхсайханы Дэлгэрмаа · Монголия          | Алина Шевченко · Московская область    |
| до 72 кг  | Ксения Буракова · Дагестан                   | Кристина Братчикова · Краснодарский край | Вусала Парфианович · Дагестан          |
| до 72 кг  | Ксения Буракова · Дагестан                   | Кристина Братчикова · Краснодарский край | Олеся Безуглова · Санкт-Петербург      |
| до 76 кг  | Эльмира Сыздыкова · Казахстан                | Даваанасан Енх-Амар · Монголия           | Ольга Козырева · Краснодарский край    |
| до 76 кг  | Эльмира Сыздыкова · Казахстан                | Даваанасан Енх-Амар · Монголия           | Анастасия Зименкова · Беларусь         |